# Eszkimó samanizmus

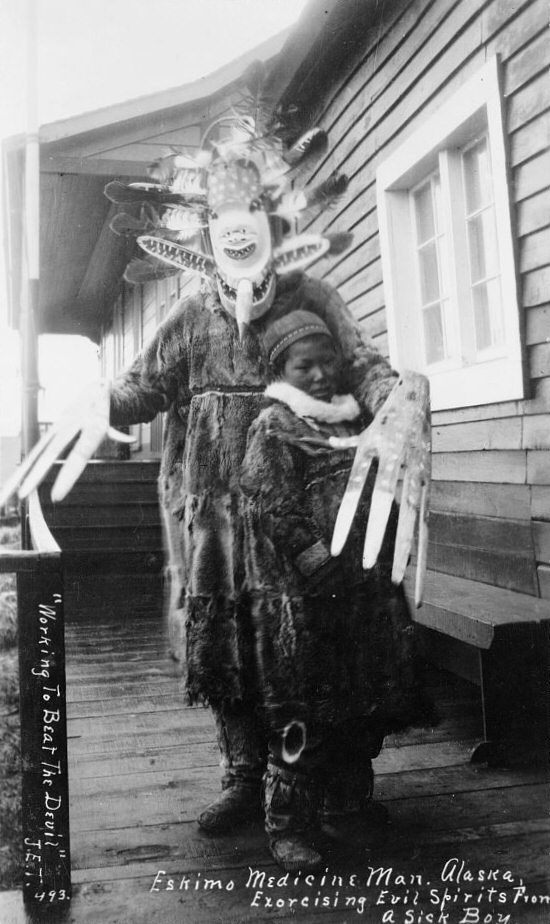
Jupik sámán gonosz szellemet űz ki egy beteg fiúból / A gonosz megverésének munkája. Nushagak terület, Alaszka, 1890-es évek.

Eszkimó sámánizmusról beszélve, tudnunk kell, hogy a „sámánizmus” megnevezés igen sokféle kultúra bizonyos jellegzetességeit fedheti. A legtöbb eszkimó csoportnál is van sajátos közvetítői szerep, az ezt betöltő személyek valóban képesek (a közösség szerint) a hiedelemvilág lényeivel (szellemek, mitikus lények) való kapcsolattartásra, így érthető a „sámánizmus” terminussal való megjelölés. Ahogy a legtöbb e terminus alatt címkézett kultúrának, az eszkimó sámánizmusnak is számos sajátos (vagy legalábbis nem minden samanisztikus kultúrára jellemző) vonása van.
A sámán életútját jellemző kényszer, amely számos szibériai népnél megfigyelhető, az eszkimóknál általában hiányzik: a jelölt, még ha esetleg kap is elhívatást, azt visszautasíthatja.
Egyes csoportoknál, az eszkimó sámán külön sajátos sámánnyelvet használt, ez archaizmusok és metaforák révén különbözött a köznyelvtől: tapasztalt sámánok egész mondatokat tudtak beszélni így. (A gazdag morfológiájú eszkimó nyelvek egyébként is tág lehetőséget teremtenek a szóképzésre.) Azonban Szibéria egyes nem eszkimó kultúráiban is ismert a sámánének nyelvezetének köznyelvtől való eltérése (archaizmusok, szellemnevek).
Egyes más kultúrák sámánjaihoz hasonlóan, az eszkimó sámánról is hiheti közössége: élete bizonyos szakaszában maga is állat volt, és ezért így átélt élményeit, tapasztalatát képes közössége javára fordítani.

## Bibliográfia
- Diószegi, Vilmos. Sámánok nyomában Szibéria földjén. Egy néprajzi kutatóút története. Budapest: Magvető Könyvkiadó (1960)
- Fienup-Riordan, Ann. Boundaries and Passages: Rule and Ritual in Yup'ik Eskimo Oral Tradition (angol nyelven). Norman, OK: University of Oklahoma Press (1994)
- Freuchen, Peter. Book of the Eskimos (angol nyelven). Cleveland • New York: The World Publishing Company (1961)